# C/1991 A2 Arai
C/1991 A2 (Arai) è una cometa a lungo periodo, circa 2.000 anni, e pertanto è considerata una cometa non periodica. La cometa è stata scoperta dall'astrofilo giapponese Masaru Arai il 5 gennaio 1991, dopo la scoperta sono state trovate immagini di prescoperta risalenti a quasi 2 settimane prima della scoperta ufficiale.